# 伊勢崎警察署
伊勢崎警察署（いせさきけいさつしょ）は、群馬県警察が管轄する警察署の一つである

## 所在地
- 群馬県伊勢崎市鹿島町534番地1
2011年（平成23年）3月7日までは、今泉町1丁目1204に所在。

## 管轄区域
- 伊勢崎市
- 佐波郡玉村町

## 沿革
- 1954年（昭和29年）6月30日 - 新警察法公布に伴い発足、伊勢崎市日吉町（現・大手町）に庁舎を置く。
- 1969年（昭和44年）6月6日 - 伊勢崎市今泉町へ新築移転をする。
- 1994年（平成6年）1月1日 - 派出所の名称変更に伴い、管轄内の派出所の名称が交番に変更される。
- 2005年（平成17年）1月1日 - 国定駐在所と東小保方駐在所（東村大字東小保方3237-7）を統合。旧国定駐在所にあずま交番を設置。同日、市町村合併に伴い一部の駐在所の所在地が変更。
- 2009年（平成21年）3月19日 - 平和町交番（伊勢崎市平和町27番33号）が宮前町に移転。同日、宮前町交番に名称が変更される。
- 2011年（平成23年）
  - 3月7日 - 現庁舎竣工に伴い、現在地に移転する。
  - 3月16日 - 境警察署を統合する。
  - 7月9日 - 新開橋交番を廃止。旧新開橋交番の管轄区域（本町、中央町、緑町、若葉町）は駅前交番の管轄区域に編入される。
- 2013年（平成25年）3月8日 - 駅前交番を現在地に移転 。

## 組織
- 警務課 - 警務係、警察安全相談係、犯罪被害者支援係
- 留置管理課 - 留置管理係
- 会計課 - 会計係
- 生活安全課 - 生活安全係
- 地域課 - 地域係
- 刑事第一課 - 総務係、刑事係、鑑識係
- 刑事第二課 - 総務係、刑事係
- 交通課 - 交通係
- 警備課 - 警備係

## 分庁舎

### 伊勢崎市

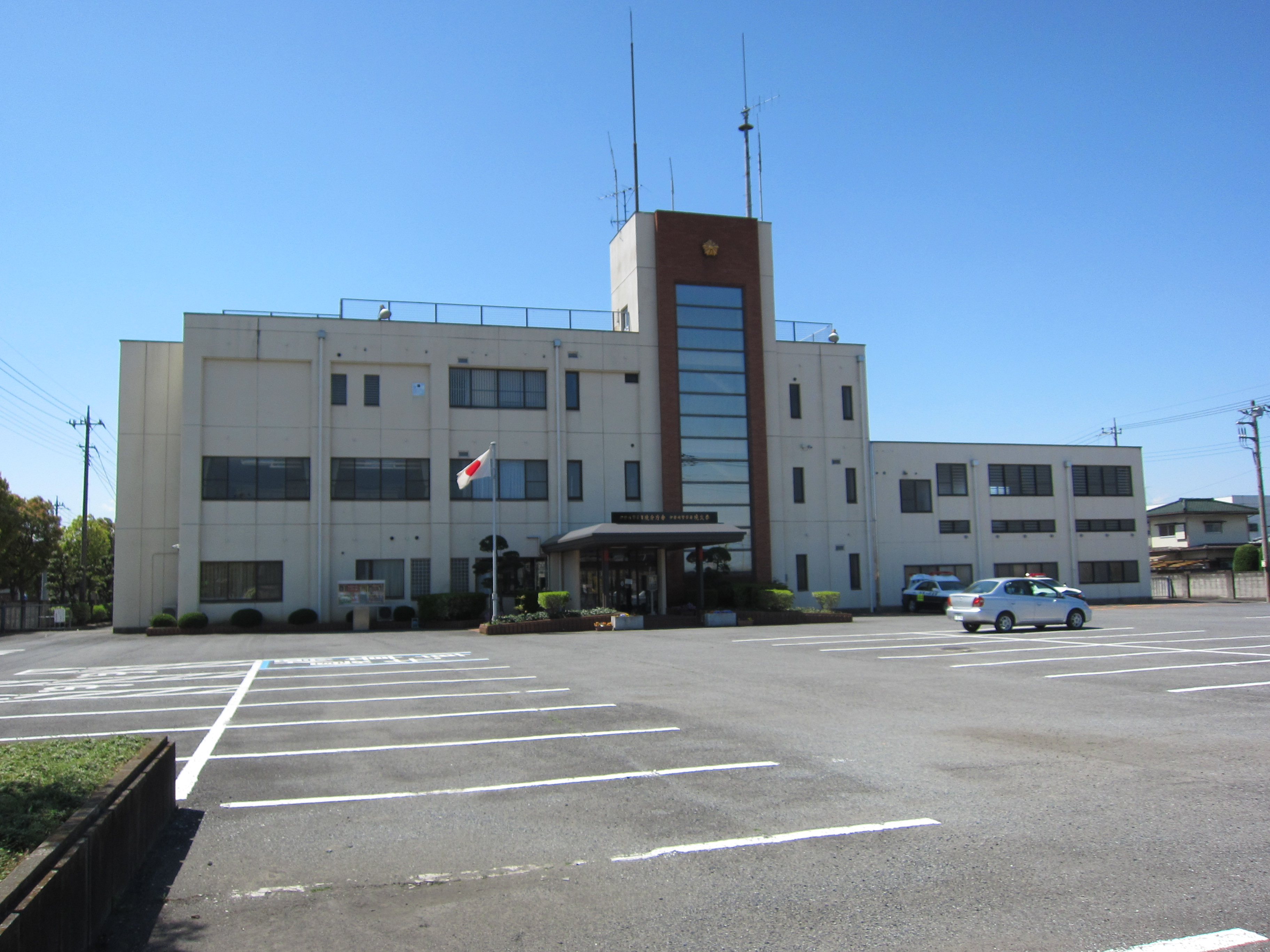
境分庁舎

- 境分庁舎（旧・境警察署、伊勢崎市境美原15番地5）- 境交番併設

## 交番

### 伊勢崎市
- 駅前交番（伊勢崎市曲輪町6番12号）
- みやこ交番（伊勢崎市宮子町3426番2）
- 宮前町交番（伊勢崎市宮前町41番）

- いせさき大橋交番（伊勢崎市茂呂町一丁目422番地6）
- 八斗島町交番（伊勢崎市八斗島町139番地）
- あずま交番（伊勢崎市国定町二丁目1795番地1）
- 境交番（伊勢崎市境美原15番地5 境分庁舎内）

### 玉村町
- 玉村町交番（佐波郡玉村町大字福島271番地1）

## 駐在所

### 伊勢崎市
- 波志江駐在所（伊勢崎市波志江町2143番地1）
- 宮郷駐在所（伊勢崎市田中島町1163番地）
- 堀口駐在所（伊勢崎市堀口町112番地2）
- 馬見塚駐在所（伊勢崎市馬見塚町816番地6）

- 下触駐在所（伊勢崎市下触町916番地2）
- 西久保駐在所（伊勢崎市西久保町二丁目94番地2）
- 下武士駐在所（伊勢崎市境下武士198番地1）
- 伊与久駐在所（伊勢崎市境伊与久748番地）
- 下渕名駐在所（伊勢崎市境下渕名2878番地5）
- 平塚駐在所（伊勢崎市境平塚1212番地2）